# Happy Hill (Canouan)
Der Happy Hill ist ein Hügel auf der Karibikinsel Canouan im Staat St. Vincent und die Grenadinen. Er liegt an der Südküste der Insel. Er erreicht eine Höhe von 44 m.
Zusammen mit Jim Hill im Westen umrahmt er Charlestown im Süden und überblickt nach Süden die Barbruce Bay.